# Bahnhof Berlin Sundgauer Straße
Der S-Bahnhof Sundgauer Straße ist ein Haltepunkt der Berliner S-Bahn im Berliner Ortsteil Zehlendorf. Er befindet sich am Streckenkilometer 10,8 der Wannseebahn an der Kreuzung mit der gleichnamigen Straße. Im Betriebsstellenverzeichnis wird der Bahnhof als BSDG geführt.

## Lage und Aufbau
Der S-Bahnhof befindet sich im Ortsteil Zehlendorf des Bezirks Steglitz-Zehlendorf von Berlin. Die benachbarten Stationen sind Lichterfelde West in 1,6 Kilometern Entfernung sowie Zehlendorf in 1,2 Kilometern Entfernung.
Der Haltepunkt umfasst einen Mittelbahnsteig von 166 Metern Länge. Der Zugang erfolgt über zwei Ausgänge, die sich mittig und am südwestlichen Ende des Bahnsteigs befinden. Das Empfangsgebäude, ein eingeschossiger Klinkerbau, entspricht in seinem Baustil dem typischen Berliner Bahnhofsbau der 1920er und 1930er Jahre, der Architekt war Richard Brademann. Die Baukosten wurden mit rund 620.000 Mark (kaufkraftbereinigt in heutiger Währung: rund 3,37 Millionen Euro) angegeben. Der S-Bahnhof ist als Baudenkmal in der Berliner Landesdenkmalliste eingetragen.

## Geschichte

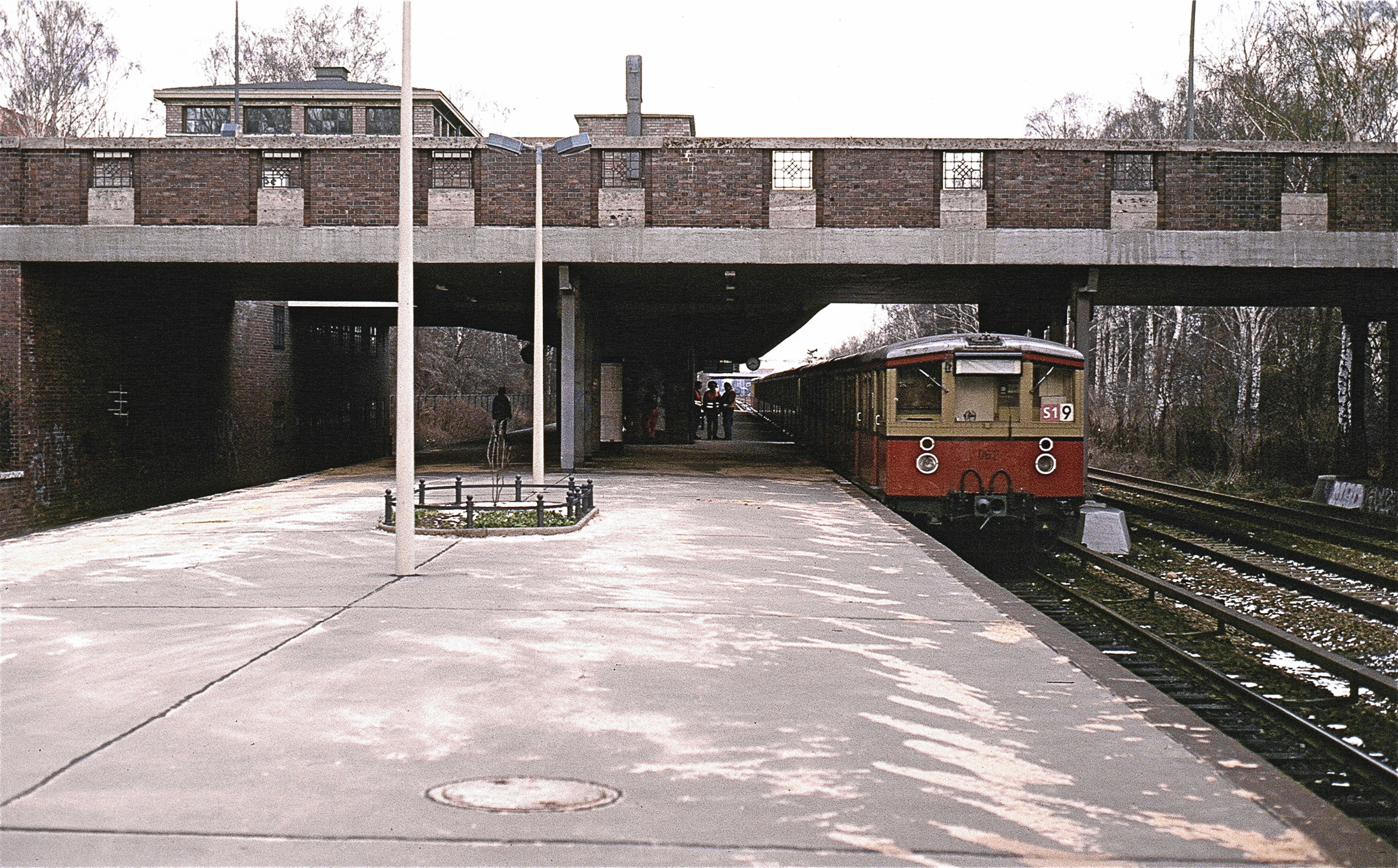
Bahnsteig, Straßenbrücke und Zugangsbauwerk mit Zug der BVG, rechts die Gleise der Stammbahn, 1993

Die Planungen für eine Station an Stelle des heutigen S-Bahnhofs reichen bis in das Jahr 1914 zurück, kamen aber nie zur Ausführung. Anlässlich der Elektrifizierung der Wannseebahn zu Beginn der 1930er Jahre beschloss die Deutsche Reichsbahn den Neubau des Haltepunktes. Als Name war zunächst wie in den älteren Planungen Zehlendorf Ost vorgesehen. Kurz vor der Eröffnung wurde er zugunsten von Sundgauer Straße aufgegeben. Die Namenswahl sollte einen Bezug zum elsässischen Sundgau geben, der 1919 an Frankreich abgegeben werden musste. Die Eröffnung fand am 1. Juli 1934, etwa ein Jahr nach Elektrifizierung der Bahn, statt.
Im Einzugsgebiet des S-Bahnhofs waren bis zum Eröffnungszeitpunkt in einem Halbkreis von einem Kilometer etwa 3000 Personen neu angesiedelt worden; insgesamt siedelten etwa 3200 Personen in Bahnhofsnähe. Die Planer gingen zu diesem Zeitpunkt von etwa 250 S-Bahn-Fahrten jährlich pro Einwohner in diesem Siedlungsgebiet aus.
Während des Zweiten Weltkriegs kam es nicht zu größeren Schäden am Bahnhof.
Infolge des Zweiten Reichsbahnerstreiks wurden die Wannseebahn und die an ihr liegenden S-Bahnhöfe am 18. September 1980 geschlossen. Nach der Übergabe der S-Bahn-Betriebsrechte von der Reichsbahn an die Berliner Verkehrsbetriebe (BVG) am 9. Januar 1984 begann der Wiederaufbau der Strecke und die umfassende Sanierung der S-Bahnhöfe. Diese konnten zum 1. Februar 1985 abgeschlossen werden.

## Anbindung
Der S-Bahnhof wird von der Linie S1 der S-Bahn Berlin bedient. Es bestehen Umsteigemöglichkeiten zur Buslinie X11 der BVG.
| Linie | Verlauf |
| ----- | --- |
|       | Oranienburg – Lehnitz – Borgsdorf – Birkenwerder – Hohen Neuendorf – Frohnau – Hermsdorf – Waidmannslust – Wittenau (Wilhelmsruher Damm) – Wilhelmsruh – Schönholz – Wollankstraße – Bornholmer Straße – Gesundbrunnen – Humboldthain – Nordbahnhof – Oranienburger Straße – Friedrichstraße – Brandenburger Tor – Potsdamer Platz – Anhalter Bahnhof – Yorckstraße (Großgörschenstraße) – Julius-Leber-Brücke – Schöneberg – Friedenau – Feuerbachstraße – Rathaus Steglitz – Botanischer Garten – Lichterfelde West – Sundgauer Straße – Zehlendorf – Mexikoplatz – Schlachtensee – Nikolassee – Wannsee |